# ARC 20 de Julio
ARC 20 de Julio var en jagare i colombianska flottan. Konstruktionen byggde på den svenska Halland-klassen. Fartyget byggdes i Sverige tillsammans med systerfartyget ARC 7 de Agosto och kallades på sin tid i svensk press för "Colombia-jagarna".
De skilde sig från förebilden genom att de hade tre 12-centimeters torn, men inga robotar. Och för att spara vikt hade övrig beväpning reducerats.

## Bakgrund
Jagarna HMS Halland och HMS Småland byggdes på 1950-talet. Ytterligare två jagare i samma klass hade beställts. När Marinen fick nedskurna anslag till förmån för Flygvapnet låg redan beställningar ute på ett par varv.
Republiken Colombia behövde upprusta sin flotta och 1954 övertogs de två beställningarna. Fartygen ritades om för att anpassas till colombianska flottans behov. Den största förändringen var att 57 mm-pjäsen skulle ersättas med ett tredje kanontorn. Antalet luftvärnskanoner minskade till fyra och radarutrustningen blev mer omfattande. Luftkonditionering installerades med tanke på operationer i tropiska vatten.
Jagaren 05 ARC 20 de Julio byggdes på Kockums Varv, sjösattes 26 juli 1956 och levererades till den colombianska flottan den 24 juli 1958.
Jagaren 06 ARC 7 de Agosto levererades den 31 oktober 1958.